# Фердинанд фон Бауер
Фердинанд фон Бауер (нім. Ferdinand Freiherr von Bauer; нар. 7 березня 1825, Львів — 22 липня 1893, Відень) — австрійський і австро-угорський воєначальник, військовий міністр Австро-Угорщини в 1888–1893 роках. Барон.

## Біографія
Народився 3 липня 1825 року у сім'ї власника одного з львівських готелів.
З 1836 по 1841 рік проходив навчання в Королівській інженерній академії у Відні, отримав звання підхорунжого.
З 1841 — лейтенант Інженерного корпусу, з 1848 — на військовій службі, капітан. У 1849 брав участь в придушенні Угорської революції. В 1859 році командував батальйоном піхоти під час Австро-італо-французької війни. З 1962 року — полковник. У 1866 брав участь в Австро-пруссько-італійській війні на італійському фронті, командир бригади.
У 1868 році отримав військове звання «генерал-майор», з 1873 року був командиром 2-ї дивізії, а з 1873 року — генерал-поручик, командир корпусу генерального штабу збройних сил Австро-Угорщини. У 1878—1881 роках служив військовим комендантом у Трансильванії, потім (до 1888) — як відряджений генерал у Відні. З 1881 — фельдцейхмейстер.
З 16 березня 1888 року — загальноімперський військовий міністр.
22 липня 1893 перебуваючи на посаді у Відні, помер після нетривалої хвороби.
Похований у родинному склепі на Личаківському кладовищі у Львові.

## Нагороди
- хрест «За військові заслуги» (1859)[6];
- кавалер лицарського хреста ордена Леопольда (1866);
- командор ордена Залізної Корони (1878)[7];
- кавалер Великого Хреста ордена Залізної Корони (1884)[6];
- кавалер Великого Хреста ордена Леопольда (Австрія, 1887)[6];
- Титул таємного радника австрійського королівського двору[2].